# William Abram Mann
William Abraham Mann fue un general en el Ejército de Estados Unidos.
Mann nació el 31 de julio de 1854, en Altoona y se graduó de la Academia Militar de Estados Unidos en West Point en 1875, recibiendo una comisión como Segundo Teniente de infantería.
Sirvió en el oeste de Estados Unidos a lo largo de los años 1870 y 1880, principalmente en las tareas con el séptimo de caballería. Como parte del 17º Regimiento de Infantería, participó en la campaña sioux de 1890 a 1891.
Mann sirvió en el Regimiento de Infantería 17 en la Guerra Española-Estadounidense, participando en la batalla de El Caney y el asedio de Santiago. Él recibió una Estrella de Plata por su valentía en la acción en El Caney. Mann también sirve en el Filipinas en 1899 y el año 1900 (diez años). Se graduó de la Army War College en 1905.
En 1911 fue agregado al Estado Mayor General del Ejército, y de 1912 a 1913 fue Jefe de Personal del Departamento Oriental, en Nueva York. 
De 1914 a 1915 comandó el Mann (tercera del Regimiento de Infantería) en los cuarteles de Madison, Nueva York, y en 1915 fue asignado como comandante de la 1 ª Brigada de Albany, Nueva York, recibiendo el ascenso a General de Brigada.
En 1916, Mann asumió el mando de la Escuela de fusilería y artillería de campo en Laredo, Texas En 1917 fue nombrado al frente de la Mesa de la milicia del Ejército.
El general Mann salió de la oficina de la milicia para convertirse en el primer comandante de la  42a División de Infantería, conocido como la División de Arco Iris, que se compone de la Guardia Nacional estadounidense y unidades de 26 estados.
Mann dirigió la División de Arco Iris en Francia, pero no pasó su examen físico, por lo que no fue capaz de dirigir la organización en el combate. A continuación, regresó a EE. UU. y ordenó al Departamento de Oriente, hasta llegar a la edad de jubilación obligatoria a finales de 1918.
Después de dejar el ejército Mann se convirtió en ejecutivo.
En el retiro de Mann residía en Washington D. C., y allí murió el 8 de octubre de 1934. Fue enterrado en el Cementerio Nacional de Arlington del Sur.
- Datos: Q8004119
- Multimedia: William Abram Mann (United States Army officer) / Q8004119